# Ocqueville
Ocqueville est une commune française située dans le département de la Seine-Maritime en région Normandie.

## Géographie
| Vittefleur | Saint-Riquier-ès-Plains | Néville             |
| Clasville  | Ocqueville              | Crasville-la-Mallet |
|            | Sasseville              | Drosay              |

### Hydrographie
La commune est située dans le bassin Seine-Normandie. Elle n'est drainée par aucun cours d'eau,.

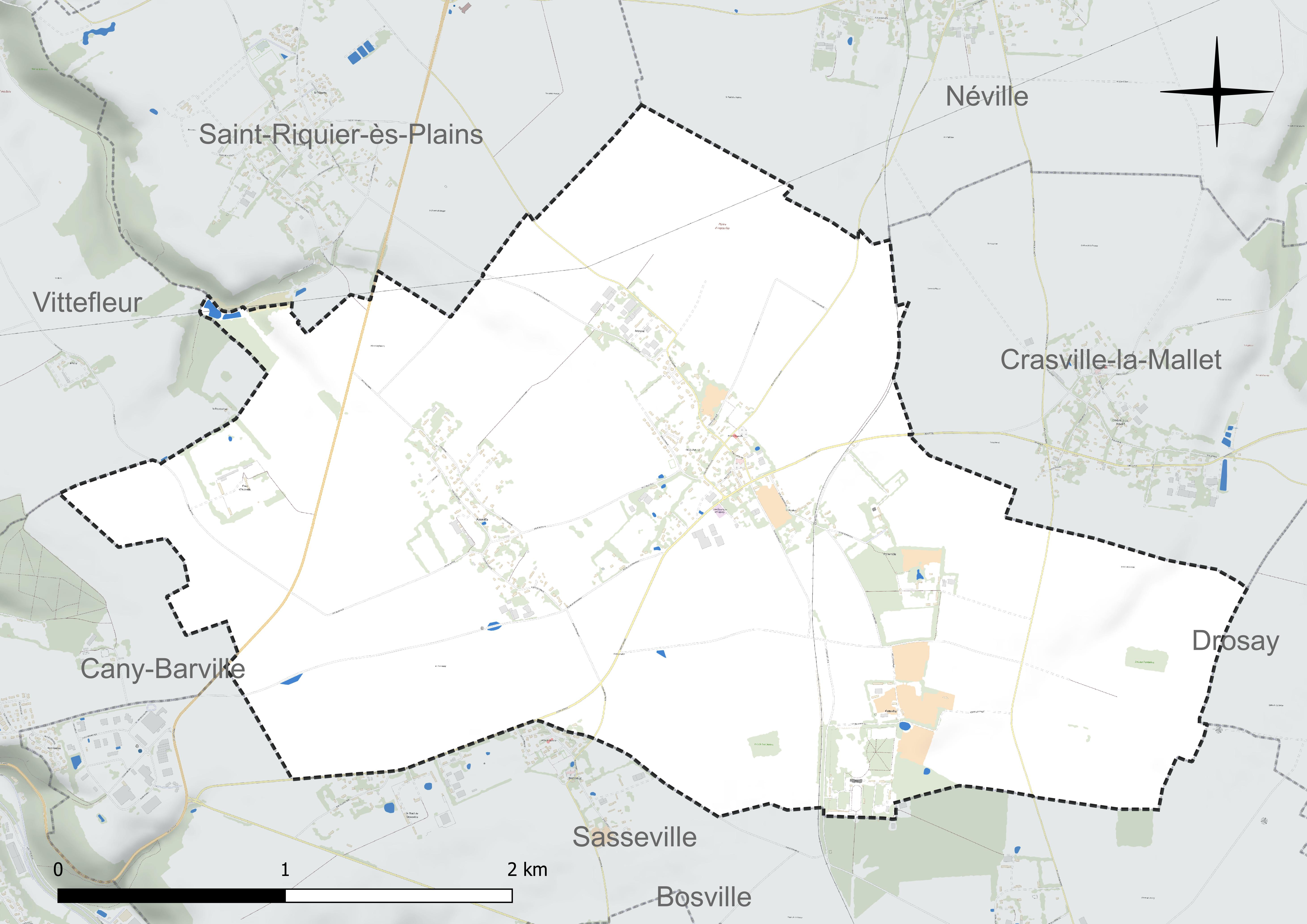
Réseau hydrographique d'Ocqueville.

### Climat
Pour des articles plus généraux, voir Climat de la Normandie et Climat de la Seine-Maritime.
En 2010, le climat de la commune est de type climat océanique franc, selon une étude du CNRS s'appuyant sur une série de données couvrant la période 1971-2000. En 2020, Météo-France publie une typologie des climats de la France métropolitaine dans laquelle la commune est exposée à un climat océanique et est dans la région climatique Côtes de la Manche orientale, caractérisée par un faible ensoleillement (1 550 h/an) ; forte humidité de l’air (plus de 20 h/jour avec humidité relative > 80 % en hiver), vents forts fréquents. Parallèlement le GIEC normand, un groupe régional d’experts sur le climat, différencie quant à lui, dans une étude de 2020, trois grands types de climats pour la région Normandie, nuancés à une échelle plus fine par les facteurs géographiques locaux. La commune est, selon ce zonage, exposée à un « climat maritime », correspondant au Pays de Caux, frais, humide et pluvieux, légèrement plus frais que dans le Cotentin.
Pour la période 1971-2000, la température annuelle moyenne est de 10,5 °C, avec une amplitude thermique annuelle de 13 °C. Le cumul annuel moyen de précipitations est de 950 mm, avec 13,4 jours de précipitations en janvier et 8,9 jours en juillet. Pour la période 1991-2020, la température moyenne annuelle observée sur la station météorologique la plus proche, située sur la commune d'Ectot-lès-Baons à 20 km à vol d'oiseau, est de 10,8 °C et le cumul annuel moyen de précipitations est de 905,5 mm,. Pour l'avenir, les paramètres climatiques de la commune estimés pour 2050 selon différents scénarios d’émission de gaz à effet de serre sont consultables sur un site dédié publié par Météo-France en novembre 2022.

## Urbanisme

### Typologie
Au 1er janvier 2024, Ocqueville est catégorisée commune rurale à habitat dispersé, selon la nouvelle grille communale de densité à sept niveaux définie par l'Insee en 2022.
Elle est située hors unité urbaine. Par ailleurs la commune fait partie de l'aire d'attraction de Saint-Valery-en-Caux, dont elle est une commune de la couronne,. Cette aire, qui regroupe 17 communes, est catégorisée dans les aires de moins de 50 000 habitants,.

### Occupation des sols
L'occupation des sols de la commune, telle qu'elle ressort de la base de données européenne d’occupation biophysique des sols Corine Land Cover (CLC), est marquée par l'importance des territoires agricoles (91,6 % en 2018), en diminution par rapport à 1990 (93,4 %). La répartition détaillée en 2018 est la suivante : 
terres arables (85,1 %), zones agricoles hétérogènes (6 %), zones urbanisées (4,2 %), espaces verts artificialisés, non agricoles (3,8 %), prairies (0,5 %), forêts (0,4 %). L'évolution de l’occupation des sols de la commune et de ses infrastructures peut être observée sur les différentes représentations cartographiques du territoire : la carte de Cassini (XVIIIe siècle), la carte d'état-major (1820-1866) et les cartes ou photos aériennes de l'IGN pour la période actuelle (1950 à aujourd'hui).

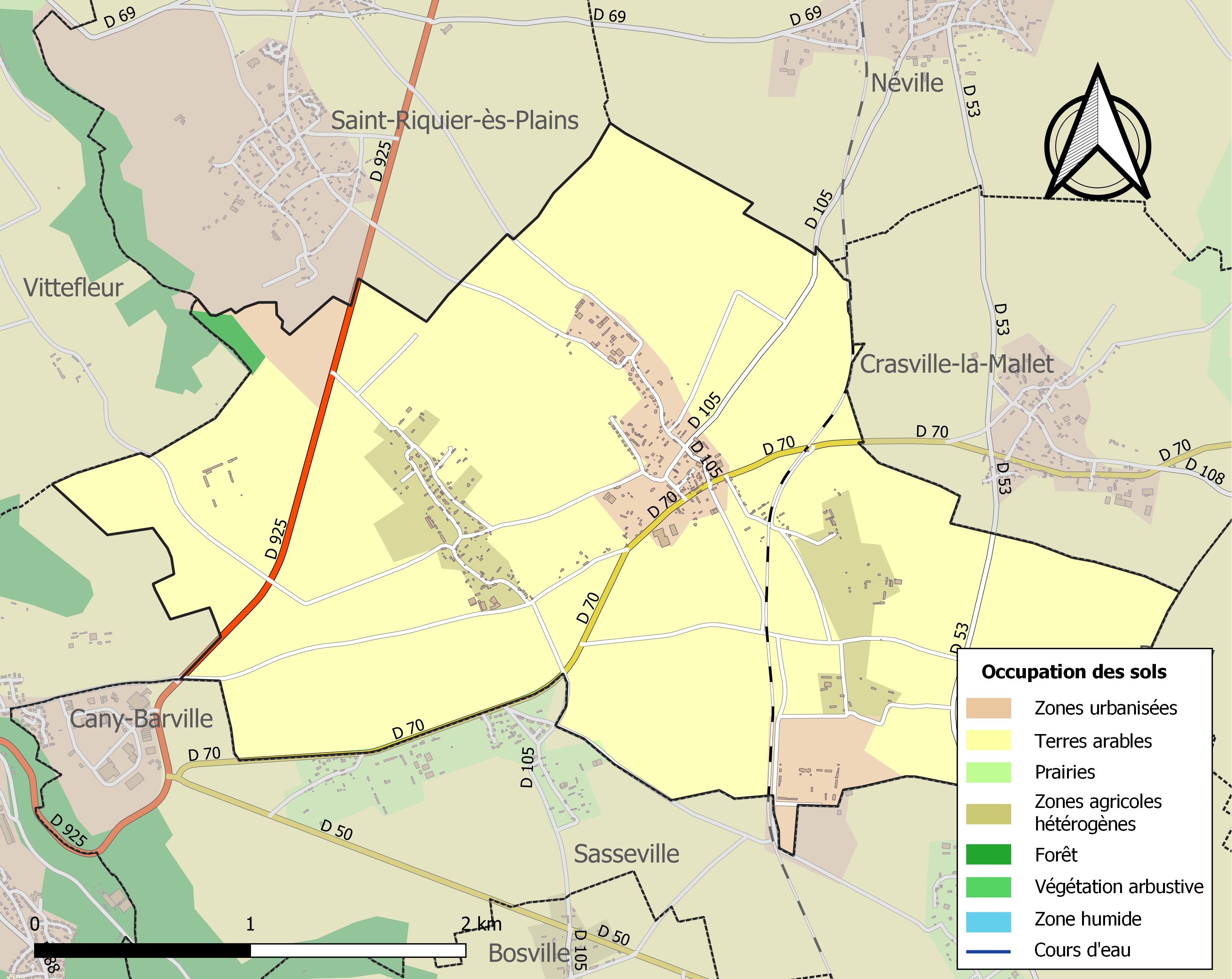
Carte des infrastructures et de l'occupation des sols de la commune en 2018 (CLC).

## Toponymie
Le nom de la localité est attesté sous les formes Ecclesiam Sancti Vedasti de Oskevilla vers 1150 et 1202 ; Sanctum Vedastum de Osche villa en 1177 ; Apud Hoskevillam (varianteOskaevillam) en 1178 ; Apud Hoscanvillam avant 1189 ; Oskevillam au XIe siècle ; Apud Hoskevillam (varianteOskevillam) en 1155 ; Oschevillam en 1188 et 1189 ; Ecclesia de Hosquevilla vers 1240 ; In parrochia Sancti Vedasti de Oskevilla en 1251 ; de Osquevilla en 1251 ; Osquevilla en 1337 ; de Osquevilla vers 1385 ; Osqueville entre 1319, 1398, 1403 et 1422 ; Osqueville en 1431 (Longnon) ; Saint Vaast d'Ocqueville en 1463 ; Hoqueville en 1468 ; Ocquevilla en 1494 ; En la paroisse de Ocqueville en 1503 ; Ocqueville en 1554 ; Fief d'Ocqueville en 1561 ; Fief d'Aucqueville ou Ocqueville en 1627 ; Ocqueville en 1648 (Pouillé) ;  Saint Vaast d'Ocqueville en 1714 ; Ocqueville en 1715 (Frémont), en 1757 (Cassini) et en 1776,.

## Histoire
|  |

La carte de Cassini ci-contre montre qu'au milieu du XVIIIe siècle, Ocqueville est une paroisse.
À l'ouest, le hameau la Cour d'Ausseville, qui s'est appelé Azeville, Arseville, Asseville, possédait un château. Ce hameau très peuplé aujourd'hui se nomme Auzeville.
Au sud-est, sont représentés le hameau de Froberville et celui de Catteville avec son château inscrit aux Monuments Historiques en 1975.

## Politique et administration
| Période                                  | Période                    | Identité            | Étiquette | Qualité            |
| ---------------------------------------- | -------------------------- | ------------------- | --------- | ------------------ |
| Les données manquantes sont à compléter. |                            |                     |           |                    |
| mars 2001                                | mars 2008                  | Gérard Virmontois   |           | Cadre EDF retraité |
| mars 2008                                | juillet 2020               | Raymond Carpentier  |           | Retraité           |
| juillet 2020,                            | En cours (au 10 août 2020) | Jean-Robert Lanchon |           | Agriculteur        |

## Démographie
L'évolution du nombre d'habitants est connue à travers les recensements de la population effectués dans la commune depuis 1793. Pour les communes de moins de 10 000 habitants, une enquête de recensement portant sur toute la population est réalisée tous les cinq ans, les populations de référence des années intermédiaires étant quant à elles estimées par interpolation ou extrapolation. Pour la commune, le premier recensement exhaustif entrant dans le cadre du nouveau dispositif a été réalisé en 2004.

En 2022, la commune comptait 445 habitants, en évolution de −0,67 % par rapport à 2016 (Seine-Maritime : +0,35 %, France hors Mayotte : +2,11 %).
| 1793 | 1800 | 1806 | 1821 | 1831 | 1836 | 1841 | 1846 | 1851 |
| ---- | ---- | ---- | ---- | ---- | ---- | ---- | ---- | ---- |
| 985  | 940  | 861  | 813  | 718  | 765  | 808  | 784  | 775  |

| 1856 | 1861 | 1866 | 1872 | 1876 | 1881 | 1886 | 1891 | 1896 |
| ---- | ---- | ---- | ---- | ---- | ---- | ---- | ---- | ---- |
| 750  | 768  | 785  | 750  | 751  | 676  | 654  | 627  | 580  |

| 1901 | 1906 | 1911 | 1921 | 1926 | 1931 | 1936 | 1946 | 1954 |
| ---- | ---- | ---- | ---- | ---- | ---- | ---- | ---- | ---- |
| 557  | 521  | 520  | 430  | 445  | 422  | 423  | 403  | 418  |

| 1962 | 1968 | 1975 | 1982 | 1990 | 1999 | 2004 | 2006 | 2009 |
| ---- | ---- | ---- | ---- | ---- | ---- | ---- | ---- | ---- |
| 388  | 356  | 292  | 344  | 380  | 448  | 457  | 447  | 458  |

| 2014 | 2019 | 2022 | - | - | - | - | - | - |
| ---- | ---- | ---- | - | - | - | - | - | - |
| 448  | 451  | 445  | - | - | - | - | - | - |

## Culture locale et patrimoine

### Lieux et monuments
- Église Saint-Vaast.

La commune compte un monument historique :
- Le château de Catteville, inscrit par arrêté du 19 août 1975[31].

### Héraldique
| Armes d'Ocqueville | Les armes de la commune de Ocqueville se blasonnent ainsi : Coupé ; au premier parti de gueules mantelé d’argent et de gueules au chevron d’or accompagné de trois boulets du même ; au second d’argent au loup passant de sable, à une crosse d’or brochant et un fer à cheval d’argent surbrochant. Création Denis Joulain, validée par délibération municipale le 16 octobre 2015. |